# جهنم روی صحنه
«جهنم روی صحنه» آلبومی از منووار است که در سال ۱۹۹۹ میلادی منتشر شد.